# Sun Tzu

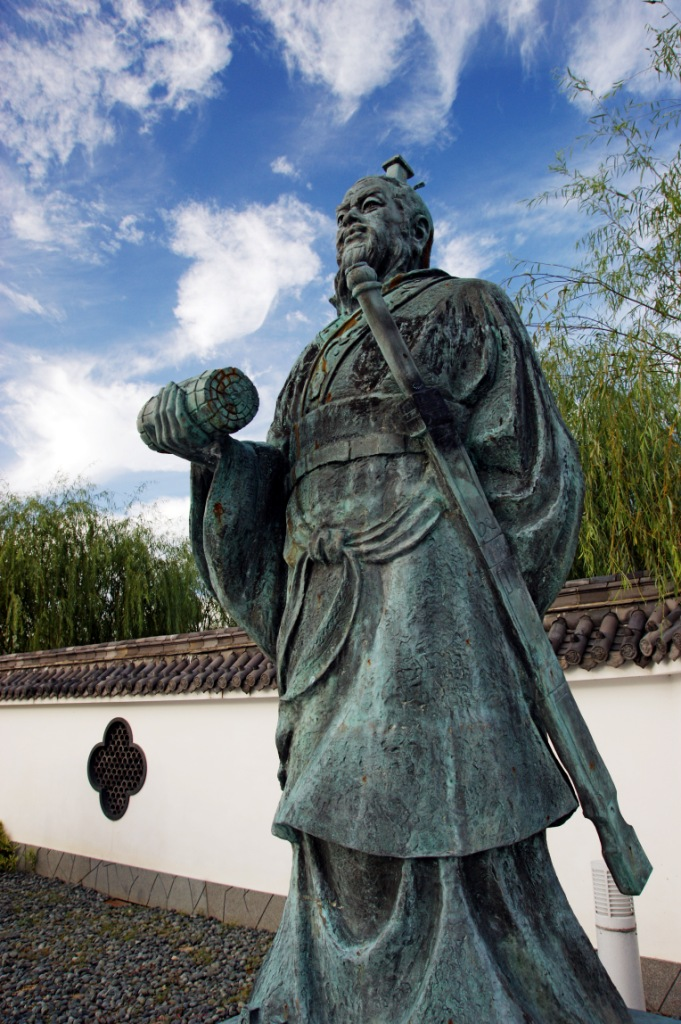
Statua di Sun Tzu a Yurihama, nella prefettura di Tottori, in Giappone.

Sunzi (孫子T, 孙子S; pinyin: Sūnzǐ, Wade-Giles: Sun Tzu; nato Sūnwǔ (孫武), zì: Cháng Qīng (長卿); 544 a.C. – 496 a.C.), più noto con la traslitterazione anglosassone Sun Tzu, è stato un generale e filosofo cinese, vissuto probabilmente fra il VI e il V secolo a.C.
A lui si attribuisce uno dei più importanti trattati di strategia militare di tutti i tempi, L'arte della guerra (孫子兵法, Sūnzǐbīngfǎ).

## Biografia
Tra i vari biografi di Sun Tzu sussiste una certa discordanza per il luogo di nascita. Gli Annali delle primavere e degli autunni collocano i natali di Sun Tzu nello stato di Qi, nella Cina settentrionale, mentre le Memorie storiche di Sima Qian riportano che Sun Tzu era nativo di Wu. Ciò malgrado, ambedue le fonti sono concordi nell'affermare che Sun Tzu nacque nel tardo periodo delle primavere e degli autunni, cioè tra il 770 e il 450 a.C., e che lavorava alle dipendenze del re Helü come consigliere militare, aiutandolo nella conquista dello stato di Chu. In seguito alla presunta partecipazione ad un complotto, Sun Tzu venne sospettato di tradimento e pertanto fu sottoposto all'evirazione e mandato in esilio: si pensa che fu proprio durante l'allontanamento della patria che egli abbia scritto l'Arte della Guerra, il testo di strategia più antico pervenutoci al quale il suo nome è indissolubilmente legato. Il luogo e la data della sua morte restano invece ignoti.
Scarsissime sono quindi le notizie biografiche di Sun Tzu: ci rimane, tuttavia, un curioso aneddoto narratoci sempre da Sima Qian, che riportiamo di seguito. Prima di ingaggiare Sun Tzu come consigliere militare, il re di Wu volle testare le sue doti chiedendogli se le sue capacità strategiche potessero applicarsi anche alle donne; lo stratega, pertanto, accettò di dargliene dimostrazione usando le centottanta concubine del re. Sun Tzu divise quindi le donne in due gruppi e pose a capo di ciascun gruppo le due favorite del re. Poi spiegò ai due gruppi le regole da seguire: agli ordini di Sun Tzu, le donne avrebbero dovuto girarsi tutte nella direzione indicata. Al rullo dei tamburi ordinò quindi alla donne di voltarsi a destra, ma queste cominciarono a ridere e non obbedirono. Sun Tzu disse allora: «Se le regole non sono chiare e gli ordini non vengono compresi, la colpa è del generale». Spiegò quindi ancora una volta le regole, quindi, al rullo dei tamburi, ordinò alle donne di voltarsi a sinistra. Ancora una volta le donne scoppiarono a ridere e non obbedirono. Sun Tzu disse allora: «Se le regole non sono chiare e gli ordini non vengono compresi, la colpa è del generale; se, invece, le regole sono chiare, e tuttavia gli ordini non vengono eseguiti, allora la colpa è degli ufficiali». Diede quindi l'ordine di decapitare le due favorite. Il re, che aveva seguito le manovre dall'alto del suo padiglione, gli ordinò di fermare l'esecuzione dicendosi convinto dell'abilità di Sun Tzu nel condurre le truppe, ma questi rispose che, nelle sue vesti di generale, vi erano ordini del re che poteva non seguire. Le due donne furono dunque giustiziate, e le favorite immediatamente inferiori per rango furono messe al comando dei due gruppi. Questa volta le donne obbedirono agli ordini senza indugio. A questo punto Sun Tzu disse al re che le sue truppe erano pronte e ben istruite, e che avrebbero obbedito a qualsiasi suo ordine, invitandolo a passarle in rassegna. Ma il re lo congedò senza farlo e Sun Tzu allora commentò: «Il re ama le belle parole, ma non sa metterle in pratica»: fu proprio in questo modo, racconta Sima Qian, che Sun Tzu riuscì a dare prova delle sue teorie militari e a venire assunto al servizio regio.
A partire dal dodicesimo secolo numerosi studiosi iniziarono a contestare l'effettiva esistenza storica di Sun Tzu, per il motivo che egli non è menzionato nello Zuo Zhuan, cronaca cinese in forma narrativa che parla delle più note personalità vissute nel periodo delle primavere e degli autunni. Assai dibattuta è anche la paternità dell'Arte della guerra, da attribuire secondo gli scettici non a Sun Tzu bensì ad altri strateghi militari, quali Wu Zixu, Sun Bin, un autore anonimo, o altri. Analogamente, l'unica battaglia storicamente attribuita a Sun Tzu, quella di Boju, non riporta il suo nome tra i vari combattenti. Molti storici moderni hanno rilevato anche presunti anacronismi fra il periodo in cui tradizionalmente sarebbe vissuto Sun Tzu e la cultura militare del suo tempo; l'ampiezza delle armate menzionate nel testo e la loro organizzazione, gli accenni all'impiego della balestra, entrata in uso verso la fine del V secolo a.C., i riferimenti alla teoria dei Cinque Elementi e certi usi linguistici, secondo queste interpretazioni, sposterebbero la datazione dell'Arte della guerra tra il 400-320 a.C., nel Periodo dei regni combattenti.

## L'arte della guerra
(Sun Tzu, L'Arte della Guerra)

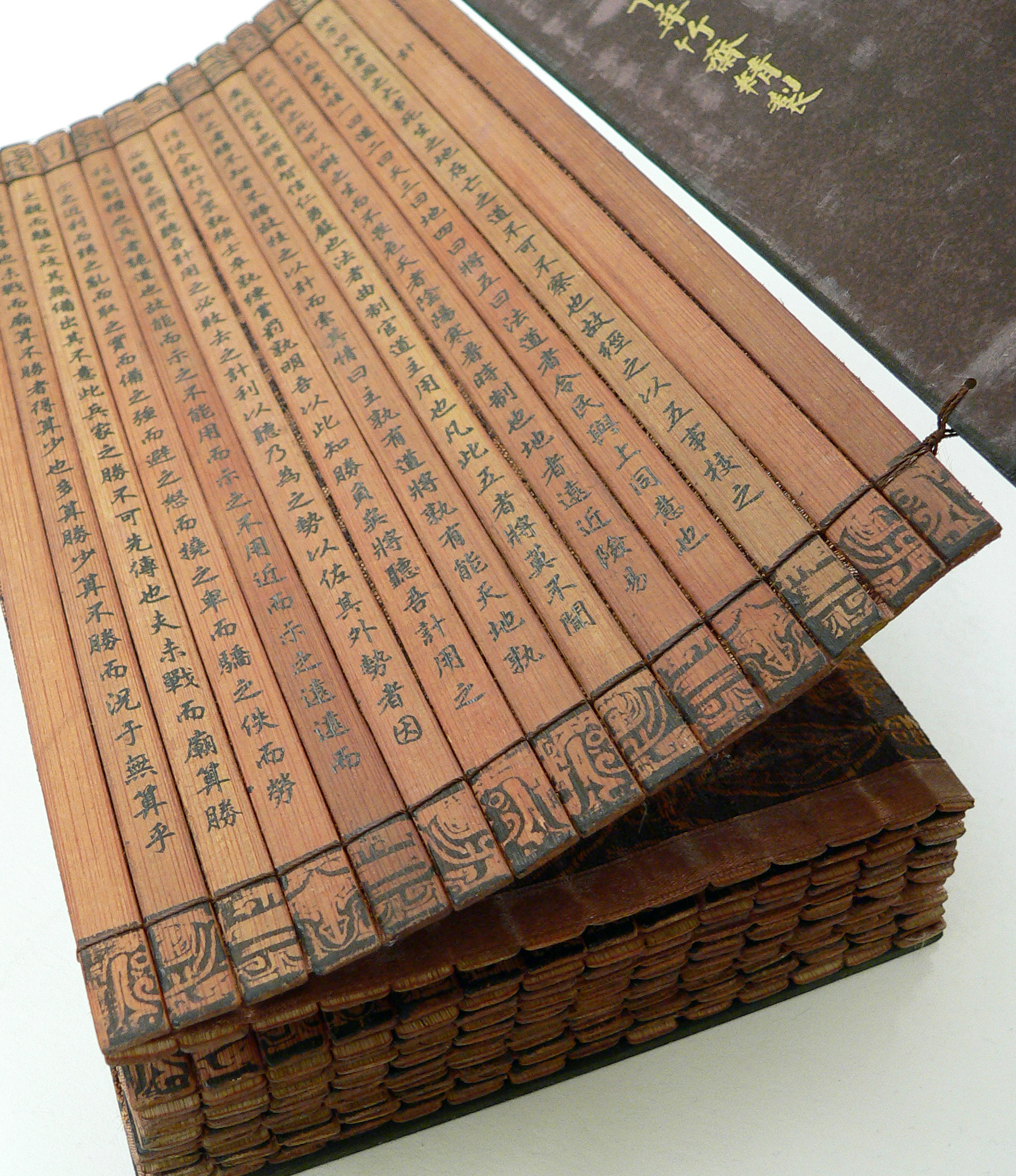
Copia su bambù dell'Arte della guerra, trascritta sotto l'imperatore Qianlong

Il testo L'arte della guerra (Sūnzǐ Bīngfǎ, 孫子兵法) non è un'opera letteraria, bensì un manuale militare contenente regole su come condurre una guerra vittoriosa nell'antica Cina.
In caso di guerra l'importante è vincere e vince solo chi sa pianificare in modo che quando si scende in campo si ottenga il massimo profitto nel minor tempo possibile, meglio se senza combattere o col minimo di perdite. La pianificazione deve avvenire in un contesto variabile, con pronte reazioni ai cambiamenti di situazione che portino a rapidi aggiustamenti dei piani e la disposizione tattica, anche applicando manovre irregolari ed imprevedibili ed avvalendosi di stratagemmi per dare al nemico informazioni sbagliate che lo inducano a valutazioni ingannevoli. Sun Tzu, tradizionalmente ritenuto uno dei maggiori promotori della «strategia indiretta», definisce assai nitidamente i rapporti tra guerra e politica, tracciando un percorso che verrà successivamente seguito da Niccolò Machiavelli e Carl von Clausewitz: egli, infatti, ritiene la guerra subordinata al dominio della politica, essendo uno degli strumenti utilizzati dallo Stato per raggiungere i propri scopi. 
Fondamentale, in tal senso, è l'utilizzo dell'astuzia più che della forza, oltre alla minuziosa conoscenza dell'avversario. È opinione di Sun Tzu, infatti, che «combattere e vincere cento battaglie non è prova di suprema eccellenza: la suprema abilità consiste nel piegare la resistenza (volontà) del nemico senza combattere» e, ancora, che «l'abilità del comandante consiste nel piegare le forze del nemico senza alcun combattimento, nell'impadronirsi delle città senza assalirle, nel conquistare lo Stato nemico senza lunghe operazioni militari».
Dopo la sua pubblicazione, l'Arte della guerra ha esercitato una fortissima e ininterrotta influenza, attraverso i secoli e i millenni, sulla strategia militare. L'Esercito degli Stati Uniti ha incluso l'Arte della guerra fra le opere che devono essere presenti nelle biblioteche delle singole unità, per la formazione continua del personale. Le teorie esposte nell'Arte della guerra, oltre ad essere considerate ancora attuali da molti moderni strateghi militari, hanno trovato applicazioni anche in altri campi, soprattutto in quello delle strategie manageriali, che attingono ad esse per modelli di comportamento da adottare nelle situazioni competitive.

## Opere
- (EN) Sun Tzu, The Art of War, a cura di Ralph D. Sawyer, Westview Press, 1994, ISBN 0-8133-1951-X.